# تاكانوري مايدا
تاكانوري مايدا (باليابانية: 前田 高孝) (30 يونيو 1985 في شيغا في اليابان – )؛ هو لاعب كرة قدم سابق كان يلعب كمهاجم.